# Sacha Guitry
Sacha Guitry (San Petersburgo, 21 de febrero de 1885 - París, 24 de julio de 1957) fue un actor, dramaturgo, escenógrafo, director de cine y guionista cinematográfico francés.
Escribió más de cien obras teatrales, muchas de las cuales adaptó él mismo para el cine. Actuó en casi la totalidad de sus treinta y tres películas, entre las que destacan Le Roman d'un tricheur, Désiré, Mon père avait raison, Quadrille, Ils étaient neuf célibataires, La Poison, Si Versailles m'était conté y Assassins et voleurs. 
Famoso por su humor cáustico, abordó todos los géneros. La mayor parte de sus comedias musicales las escribió para su segunda esposa, la actriz y cantante Yvonne Printemps, con quien estuvo casado entre 1919 y 1934. Estas comedias musicales le reportaron un gran éxito (como Mozart o L’amour masqué), así como las siete revistas musicales que hizo con su amigo el compositor Albert Willemetz.

## Biografía

### Comienzos teatrales y cinematográficos
Su nombre completo era Alexandre Georges-Pierre Guitry. Era hijo del célebre actor cómico Lucien Guitry (1860-1925), muy apreciado en su época. Su madre, Renée Delmas, era hija del escritor y periodista René de Pont-Jest. Estudió en el Lycée Janson de Sailly de París. 
Sacha fue un alumno mediocre, pero pronto mostró dotes teatrales, como autor y escenógrafo. Escribía sus propias obras (a menudo, en menos de tres días), las dirigía e interpretaba. En 1905 tuvo un gran éxito con Nono.
En 1907, sin embargo, obtuvo un sonoro fracaso con su obra La Clef, lo que desanimó grandemente a Sacha Guitry. El apoyo de su gran amigo el escritor Octave Mirbeau fue muy importante para que Guitry perseverara en su carrera teatral. Guitry solicitó a Mirbeau un prólogo para su obra Petite Hollande (1908) y, más tarde, dedicó a su figura la obra Un sujet de roman, estrenada el 4 de enero de 1924, con su padre Lucien Guitry como protagonista en el papel de Mirbeau. Sarah Bernhardt también debería haber participado en este estreno, en el papel de Alice Regnault (esposa de Mirbeau), pero falleció antes de la primera representación.
El 3 de octubre de 1916 estrenó en el Teatro de las Bouffes Parisiens otro de sus grandes éxitos: la obra Faisons un rêve, con la que se dio a conocer la gran actor y comediante de revista Raimu. Aparte del éxito popular, esta obra obtuvo también críticas muy adversas, ya que el teatro de Guitry simbolizaba todo lo opuesto a algunas corrientes de su momento, como la postura defendida una década después por el Cartel des Quatre (formado por Louis Jouvet, Charles Dullin, Gaston Baty y Georges Pitoëff) quienes aborrecían del teatro comercial y defendían la calidad de los textos y una puesta en escena de vanguardia.

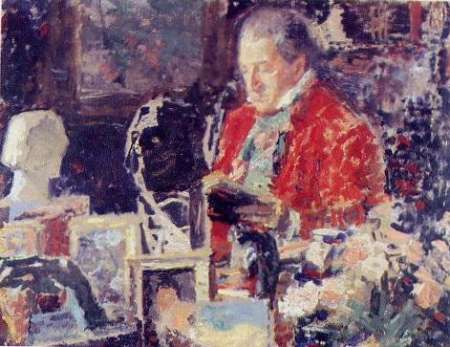
Retrato de Sacha Guitry en su despacho de la avenida Elisée-Reclus en 1942, por Léon Gard (colección de André Bernard).

Su primer intento cinematográfico data de 1915, cuando rodó Ceux de chez nous como reacción a un manifiesto alemán donde se exaltaba la cultura germánica. Guitry rodó imágenes de artistas franceses amigos de su padre, como Auguste Rodin, Claude Monet, Anatole France o Auguste Renoir, entre otros. Tomó notas de sus palabras y, durante las proyecciones públicas, las repetía en alto, y de esta manera inventó, en cierto modo, la voz en off. No volvió a rodar otra película sino hasta 1935, cuando, por influencia de su joven esposa Jacqueline Delubac, comenzó a hacer versiones cinematográficas de sus propias obras teatrales. Pasteur (escrita para que su padre interpretara al protagonista, el doctor Louis Pasteur) fue protagonizada en el cine por el propio Sacha. Ese mismo año filmó Bonne chance. La protagonista femenina fue su esposa, Jacqueline Delubac.
En 1936 adaptó para el cine otra de sus obras Le nouveau testament y rodó la que muchos consideran su obra maestra: Le roman d'un tricheur. En esta película, que carece casi por completo de diálogos, se basa en la única novela de su autor, Mémoires d'un tricheur. El propio Guitry es el narrador de la película y muestra su gusto por contar historias y su amor por el ilusionismo.
Estas cuatro primeras películas de Sacha Guitry ya contienen todo su mundo artístico: su capacidad de experimentar y jugar con los procedimientos fílmicos, la reconstrucción de acontecimientos históricos o de biografías de grandes personajes y adaptaciones teatrales. En solo tres años, Guitry dirigió diez películas.
En los años finales de la década de 1930 tuvo grandes éxitos. Por esas fechas se divorció de Jacqueline Delubac y se casó con Geneviève de Séréville, la única de sus cinco esposas que adoptó el apellido Guitry. Rechazó la proposición de formar parte de la Academia Francesa porque le imponían la condición de abandonar su carrera de comediante. Fue elegido miembro de la Academia Goncourt. 
Rodó su película Ils étaient neuf célibataires (1939), acerca de los matrimonios de conveniencia. En la película participaron numerosas vedettes, como Elvire Popesco. El estreno de la película coincidió con el decreto del Gobierno que obligaba a los extranjeros a abandonar Francia. Al día siguiente, estalló la Segunda Guerra Mundial.

### Segunda Guerra Mundial
Guitry no abandonó París y permaneció en la ciudad durante la ocupación alemana. Durante este tiempo continuó con su actividad en los escenarios y en el cine, con el propósito de mantener vivo el espíritu francés en aquel tiempo de dominio alemán. Utilizó sus influencias para conseguir la liberación de personalidades perseguidas por los nazis (como fue el caso del escritor Tristan Bernard y su esposa). Incluso, llegó a rodar la obra patriótica Le Destin fabuleux de Désirée Clary (estrenada en 1942), basada en la vida de la amante de Napoleón, Désirée Clary. También estrenó durante aquel periodo Donne-moi tes yeux (1943). Guitry se negó a que sus obras se representaran en esos momentos en Alemania. 
El 23 de agosto de 1944, en el momento de la Liberación de París, pocas horas después de haber telefoneado a su amiga Arletty, Guitry fue arrestado por un grupo de la resistencia francesa, quienes le reprocharon su actitud durante la ocupación alemana. Guitry estuvo encarcelado durante 60 días sin que llegara a inculpársele de ningún delito concreto. Su encierro parece que estuvo instigado por rumores infundados propagados por escritores como Pierre Descaves y periodistas de Le Figaro (que en aquel tiempo estaba dirigido por Pierre Brisson, gran detractor de Guitry). El juez de instrucción preguntó en anuncios publicados en los periódicos, por dos veces, qué acusaciones recaían sobre Guitry, sin obtener ninguna respuesta convincente. El juez archivó el caso y en 1947 Guitry consiguió el sobreseimiento (Guitry aseguró que habría preferido un proceso). Sus recuerdos de aquellos días de prisión le servirían posteriormente para recrear la celda que aparece en su película La Poison (1951, protagonizada por Pauline Carton) y en dos recits: Quatre ans d'occupations (para el periodo de 1940 a agosto de 1944) y 60 jours de prison.

### Años 50. Últimas películas y muerte
En 1951 se estrenó la película Adhémar ou le jouet de la fatalité, basada en una comedia de Guitry cuyo guion escribió él mismo, pero una intervención quirúrgica le impidió dirigirla. Fue Fernandel la persona en la que Guitry confió para que se encargara de la obra, pero el resultado no le satisfizo, se sintió traicionado y entabló un pleito contra Fernandel, que ganó este último. Las obras siguientes de Guitry se caracterizan por su tono más melancólico (Le comédien, Deburau, Le Trésor de Cantenac), en ocasiones cáustico (Je l'ai été trois fois, La Poison, La Vie d'un honnête homme), aunque no perdería su predilección por la comedia (Toâ, Aux deux colombes, Tu m'as sauvé la vie). También rodó grandes producciones históricas (Versailles m'était conté, Napoleón o Si Paris nous était conté). El recuerdo de su arresto le inspiró Assassins et voleurs, protagonizada por Jean Poiret y Michel Serrault y en la que debutó como actor Darry Cowl. 
Les trois font la paire fue su última película. La enfermedad de Guitry le tenía muy debilitado, y recurrió a la ayuda de Clément Duhour para poder rodar una película que se puede tomar como un resumen del espíritu de Guitry: juego con los procedimientos cinematográficos, fidelidad a ciertos actores, humor cáustico. Guitry no pudo rodar su último guion, La Vie à deux, y fue Clément Duhour quien lo llevó a la gran pantalla. 
Sacha Guitry fue enterrado en el cementerio de Montmartre (París), junto a su padre Lucien, su hermano Jean (muerto en 1920) y su última esposa, Lana Marconi, fallecida en 1990.

## Guitry y los actores
Sacha Guitry se reservó el papel protagonista de todas sus películas, aunque también fue fiel a un conjunto de actores favoritos. En primer lugar, tenía una alta consideración por su padre, Lucien Guitry, al que consideraba (con Sarah Bernhardt) el mejor actor del mundo y para el que realizó una biografía (Le comédien) y una adaptación teatral (Mon père avait raison). Otra actriz a la que apreciaba enormemente fue Pauline Carton, quien aparece en prácticamente todas sus películas en papeles que Guitry escribió expresamente para ella. A Michel Simon le confió el papel protagonista de La Poison y La Vie d'un honnête homme. Simon también participó en la última película de Guitry Les trois font la paire, pese a que su papel no le gustaba. Aceptó actuar solo por la amistad que le unía con Guitry, por entonces ya muy enfermo.
También supo descubrir nuevos talentos y encomendó papeles a los jóvenes Louis de Funès, Darry Cowl, Michel Serrault, Jacqueline Delubac o Raimu, que alcanzaron todos gran éxito gracias a las películas de Guitry. Raimu, agradecido por el apoyo de Guitry, actuó gratuitamente en Les Perles de la couronne. Para Fernandel escribió el guion de Adhémar ou le jouet de la fatalité y también apoyó a Gaby Morlay. 
Otros actores a los que apreció fueron Erich Von Stroheim, Orson Welles, Jean Cocteau, Jean Gabin, Gérard Philipe, Jean Marais, Danielle Darrieux, Michèle Morgan, Pierre Larquey, Jean-Louis Barrault, Arletty, Édith Piaf, Ermete Zacconi, Marguerite Moreno, Robert Lamoureux, Yves Montand, Jean-Pierre Aumont, Luis Mariano, Jacques Varennes, Suzanne Dantès, Saturnin Fabre y Brigitte Bardot.

## Premios y distinciones
Festival Internacional de Cine de Venecia
| Año  | Categoría   | Película                | Resultado |
| ---- | ----------- | ----------------------- | --------- |
| 1937 | Mejor Guion | Las perlas de la corona | Ganador   |